# It's Too Late
"It's Too Late" é uma canção de Carole King e lançada em 1971 no álbum Tapestry. Sua letra foi composta por Toni Stern e a melodia por King. Estreou como single em 8 de maio nas paradas de sucesso dos Estados Unidos e alcançou o topo da Billboard Hot 100, onde figurou por cinco semanas, e da Billboard Adult Contemporary.
A letrista Toni Stern contou a Sheila Weller que a letra foi escrita em um único dia, após seu caso amoroso com James Taylor ter chegado ao fim.

## Regravação
A canção foi regravada em 1994 pela cantora cubana Gloria Estefan, e posteriormente em 2006 pelo intérprete britânico James Morrison.